# Hòa Tân, Krông Bông
Hòa Tân là một xã cũ thuộc huyện Krông Bông, tỉnh Đắk Lắk, Việt Nam.

## Địa lý
Xã Hòa Tân có diện tích 16,49 km², dân số năm 2022 là 2.947 người, mật độ dân số đạt 178 người/km².

## Lịch sử
Ngày 28 tháng 9 năm 2024, Ủy ban Thường vụ Quốc hội ban hành Nghị quyết số 1193/NQ-UBTVQH15 về việc sắp xếp đơn vị hành chính cấp xã của tỉnh Đắk Lắk giai đoạn 2023 – 2025 (nghị quyết có hiệu lực từ ngày 1 tháng 11 năm 2024). Theo đó, sáp nhập toàn bộ 16,49 km² diện tích tự nhiên và 2.947 người của xã Hòa Tân vào xã Hòa Thành.